# Kaiji: Jinsei gyakuten gēmu
Série
Kaiji 2
(2011)
Pour plus de détails, voir Fiche technique et Distribution.
Kaiji: Jinsei gyakuten gēmu (カイジ 人生逆転ゲーム) est un film japonais réalisé par Tōya Satō, sorti en 2009. Il a pour suite Kaiji 2 et Kaiji: Final Game.

## Synopsis
Pour effacer ses dettes, Kaiji se lance dans des jeux d'argent aux conséquences mortelles.

## Fiche technique
- Titre : Kaiji: Jinsei gyakuten gе̄mu
- Titre original : カイジ 人生逆転ゲーム
- Réalisation : Tōya Satō
- Scénario : Mika Ohmori d'après le manga Tobaku Mokushiroku Kaiji de Nobuyuki Fukumoto
- Musique : Yugo Kanno
- Photographie : Katsumi Yanagijima
- Production : Hiroyasu Asami, Naoto Fujimura, Fumihiro Hirai, Yoshitaka Hori, Tōru Horikoshi, Yoshio Irie et Kazuhisa Kitajima
- Société de production : Nippon Television Network, Horipro, Tōhō, Yomiuri Telecasting Corporation, Video Audio Project, D. N. Dream Partners, Kōdansha, Hint, Sapporo Television Broadcasting Company, Miyagi Television Broadcasting, Shizuoka Daiichi Television, Chukyo TV Broadcasting Company, Hiroshima Telecasting et Fukuoka Broadcasting System
- Pays :  Japon
- Genre : Drame
- Durée : 130 minutes
- Dates de sortie : 
  -  Japon : 10 octobre 2009

## Distribution
- Tatsuya Fujiwara : Kaiji Ito
- Ken'ichi Matsuyama : Makoto Sahara
- Yūki Amami : Rinko Endo
- Tarō Yamamoto : Joji Funai
- Teruyuki Kagawa : Yukio Tonegawa
- Yuriko Yoshitaka : Yasuda / Ishida Hiromi
- Kei Satō : Kazutaka Okada
- Ken Mitsuishi : Koji Ishida
- Suzuki Matsuo : Taro Otsuki
- Yasuhi Nakamura : Ota

## Box-office
Le film se classe seizième du box-office japonais l'année de sa sortie et a rapporté 25,5 millions de dollars,.